# Light novel di A Certain Magical Index
A Certain Magical Index è una serie di light novel giapponesi scritte da Kazuma Kamachi ed illustrate da Kiyotaka Haimura. La storia segue le avventure di Tōma Kamijō, uno studente delle scuole superiori che vive nella Città-Studio e che incontra per caso una suora di nome Index della chiesa d'Inghilterra nella cui mente sono custoditi i 103.000 libri proibiti che la chiesa ha tolto dalla circolazione. Con questo incontro Tōma scopre che oltre alla scienza esiste anche la magia e così lui ed i suoi amici saranno costretti ad affrontare diverse avventure per proteggere ciò che è a loro più caro.
Il primo volume è stato pubblicato il 10 aprile 2004 da ASCII Media Works sotto l'etichetta Dengeki Bunko. La serie si è poi conclusa il 10 ottobre 2010 con 24 volumi pubblicati, due dei quali sono collezioni di brevi racconti intitolati A Certain Magical Index SS. Ad ottobre 2009 A Certain Magical Index ha venduto un totale di 5,2 milioni di copie. Alla prima serie di light novel è succeduta una nuova raccolta di romanzi, intitolata Shinyaku: To aru majutsu no Index, la cui pubblicazione è avvenuta dal 10 marzo 2011 al 10 luglio 2019 per un totale di 23 romanzi. Una terza serie, dal titolo Sōyaku: To aru majutsu no Index, viene pubblicata dal 7 febbraio 2020. La serie è distribuita anche in Nord America da Yen Press.
Kamachi ha scritto romanzi brevi esclusivamente per le tre raccolte di artbook di Haimura. Il primo romanzo breve, intitolato To aru majutsu no Index SS: Love Letter sōdatsu-sen, è stato incluso nella pubblicazione di Kiyotaka Haimura Artbook rainbow spectrum:colors uscito il 28 febbraio 2011. Il secondo romanzo breve, intitolato Shinyaku: To aru majutsu no Index SS, è stato incluso in Kiyotaka Haimura Artbook 2 rainbow spectrum:notes uscito il 9 settembre 2014. Il terzo romanzo breve, Sōyaku: To aru majutsu no Index SS, è stato incluso in Kiyotaka Haimura Artbook 3 CROSS distribuito il 9 maggio 2020.
I romanzi bonus che Kamachi ha scritto per le pubblicazioni in Blu-ray e DVD della serie anime sono stati raccolti in due volumi intitolati To aru majutsu no Index: Gaiten shoku per commemorare il 15º anniversario della serie, i quali sono stati pubblicati rispettivamente il 10 giugno e il 7 agosto 2020.
Una serie di romanzi spin-off scritta da Kamachi e illustrata da Nilitsu e incentrata sulle donne appartenenti al lato oscuro della Città-Studio, intitolata To aru Anbu no Item, è stata annunciata nel gennaio 2023 e viene pubblicata dal 10 marzo seguente. Al 7 marzo 2025, in Giappone sono usciti in totale quattro volumi.
Diversi personaggi di A Certain Magical Index si incrociano con altri personaggi creati da Kamachi nella light novel To aru majutsu no Heavy Zashiki-warashi ga kantan na satsujinki no konkatsu jijō, pubblicata il 10 febbraio 2015. In collaborazione con il franchise di videogiochi Virtual On di Sega, Kamachi ha scritto la light novel crossover intitolata To aru majutsu no Index × den'nō senki Bācharon: To aru majutsu no Bācharon con illustrazioni di mecha disegnate da Hajime Katoki, uscita il 10 maggio 2016. Una delle light novel di Kamachi, Apocalypse Witch si incrocia con A Certain Magical Index in un romanzo intitolato A Certain Magical Index × Apocalypse Witch Collaboration SS, uscito nel maggio 2020.

## Serie principale

### A Certain Magical Index(2004-2010)
Per i capitoli sono stati inseriti il titolo originale inglese presente in ogni light novel a fianco di quello in caratteri giapponesi e la sua traduzione in italiano. I capitoli del volume 11, che narrano le avventure dei protagonisti in Italia, sono originariamente scritti in italiano.
| Nº | Titolo italiano (traduzione letterale) Giapponese 「Kanji」 - Rōmaji | Data di prima pubblicazione             | Data di prima pubblicazione |
| Nº | Titolo italiano (traduzione letterale) Giapponese 「Kanji」 - Rōmaji | Giapponese                              |                             |
| 1  | A Certain Magical Index 「とある魔術の禁書目録」 - To aru majutsu no Indekkusu | 10 aprile 2004 ISBN 4-8402-2658-X       |                             |
| 1  | Capitoli (traduzioni letterali dei titoli) - Prologo: The Imagine Breaker - L'Imagine Breaker (幻想殺しの少年のお話 The_Imagine-Breaker.?) - 001: FAIR, Occasionally GIRL - FIERA, occasionalmente RAGAZZA (魔術師は塔に降り立つ FAIR,_Occasionally_GIRL.?) - 002: The 7th Egde - La settima estremità (奇術師は終焉を与える The_7th-Egde.?) - 003: "Forget me not" - "Non ti scordar di me" (魔道書は静かに微笑む "Forget_me_not."?) - 004: (N)Ever Say Good bye - (Mai) dire addio (退魔師は終わりを選ぶ (N)Ever_Say_Good_bye.?) - Epilogo: Index Librorum Prohibitorum - Index Librorum Prohibitorum (禁書目録の少女の結末 Index-Librorum-Prohibitorum.?)                                                            |                                         |                             |
| 1  | Trama Tōma, un giovane ragazzo con un misterioso potere, vive nella Città-Studio, una città speciale dove tutte le persone hanno delle abilità paranormali. La mattina seguente allo scontro con Misaka Mikoto incontra Index una giovane suora della chiesa d'Inghilterra che era caduta sul suo balcone. Index gli rivela di stare fuggendo da un gruppo di maghi che la inseguono perché lei è in possesso dei 103.000 libri proibiti. Mentre cerca di proteggerla scopre la vera natura dei suoi inseguitori e ciò che cela veramente la piccola suora. |                                         |                             |
| 2  | A Certain Magical Index 2 「とある魔術の禁書目録 2」 - To aru majutsu no Indekkusu 2 | 10 giugno 2004 ISBN 4-8402-2701-2       |                             |
| 2  | Capitoli (traduzioni letterali dei titoli) - Prologo: The Beginning of The End - L'inizio della fine (相変わらずな日々 The Beginning_of_The_End.?) - 001: The Tower of BABEL - La torre di Babele (ガラスの要塞 The_Tower_of_BABEL.?) - 002: DEUS EX MACHINA - Deus ex machina (魔女狩りは炎と共に By_The_Holy_Rood...?) - 003: "Forget me not" - "Non ti scordar di me" (主は閉じた世界の神のごとく DEUS_EX_MACHINA.?) - 004: Deadly Sins - Colpe mortali (殺しの七並べ Deadly_Sins.?) - Epilogo: Devil or God - Diavolo o Dio (浸食のディープブラッド Devil_or_God.?) |                                         |                             |
| 2  | Trama Stiyl Magnus chiede a Tōma di aiutarlo a sconfiggere un malvagio alchimista responsabile del rapimento di una sciamana. La sciamana è in realtà Aisa Himegami, conosciuta anche come Deep Blood, che possiede il potere di uccidere i vampiri. Ma le cose non stanno come immaginava Tōma e la realtà dei fatti viene svelata quando il giovane incontra Aisa e l'alchimista. |                                         |                             |
| 3  | A Certain Magical Index 3 「とある魔術の禁書目録 3」 - To aru majutsu no Indekkusu 3 | 10 settembre 2004 ISBN 4-8402-2785-3    |                             |
| 3  | Capitoli (traduzioni letterali dei titoli) - Prologo (序章 レディオノイズ Level2?) - 001: Level 2 - Level 2 (イマジンブレイカー Level0(and_More)?) - 002: Level 0 (and More) - Level 0 (ed altro ancora) (レディオノイズ Level2(Product_Model)?) - 003: Level 2 (Product Model) - Level 2 (modello di produzione) (レールガン Level5?) - 004: Level 5 (Extend) - Level 5 (esteso) (アクセラレータ Level5(Extend)?) - Epilogo: ID NoT Found - ID non trovata (オンリーワン ID_NoT_Found?) |                                         |                             |
| 3  | Trama Tōma è sorpreso quando scopre che Mikoto ha una sorella gemella ma ben presto capisce che Misaka Imōto non è solo questo ma un clone dell'originale e non è l'unica. Dopo aver assistito alla scomparsa di una di loro decide di indagare e scopre che tutte loro sono coinvolte in un esperimento per il raggiungimento del livello 6 e che Misaka sta cercando di fermarlo. In questo esperimento è coinvolto il più potente Livello 5 della Città-Studio, Accelerator, che dovrà essere sconfitto per porre fine a questo massacro. |                                         |                             |
| 4  | A Certain Magical Index 4 「とある魔術の禁書目録 4」 - To aru majutsu no Indekkusu 4 | 10 dicembre 2004 ISBN 4-8402-2858-2     |                             |
| 4  | Capitoli (traduzioni letterali dei titoli) - Prologo (序章 現実世界のパラレルワールド?) - 001: (魔術世界のヘクスサスペクト?) - 002: (戦闘世界のディティクティブ?) - 003: (有害世界のエンゼルフォース?) - 004: (単一世界のラストウィザード?) - Epilogo (日常世界のマイベトレイヤー?) |                                         |                             |
| 4  | Trama Tōma si reca in vacanza in un hotel in riva al mare con Index e la sua famiglia. Le cose si fanno strane quando tutti, con la sua sola eccezione, assumono le sembianze di altre persone senza rendersene conto. Tōma decide così di unire le forze con Kaori, Motoharu e una maga russa di nome Sasha, gli unici che hanno mantenuto il proprio aspetto, per investigare sulla causa di questo incidente e scoprire chi sia la persona che sta mentendo. |                                         |                             |
| 5  | A Certain Magical Index 5 「とある魔術の禁書目録 5」 - To aru majutsu no Indekkusu 5 | 10 aprile 2005 ISBN 4-8402-3025-0       |                             |
| 5  | Capitoli (traduzioni letterali dei titoli) - Prologo Good Bye Yesterday - Addio giorni passati (始まりの夜 Good_Bye_Yesterday.?) - 001: Last Order - Last Order (とある科学の一方通行 Last_Order.?) - 002: Doubt Lovers - Amanti dubbiosi (とあるお嬢の超電磁砲 Doubt_Lovers.?) - 003: Tender or Sugary - Gentilezza o dolcezza (とある御坂の最終信号 Tender_or_Sugary.?) - 004: Arrow Made of AZUSA - La freccia SACRA (とある居候の禁書目録 Arrow_Made_of_AZUSA.?) - Epilogo (終章 終わりの夜 Welcome_to_Tomorrow.?) |                                         |                             |
| 5  | Trama Tre diverse storie che si svolgono il 31 agosto. Nella prima a Mikoto viene chiesto un appuntamento dal nipote del preside della sua scuola ma invece decide di uscire con Tōma al suo posto. Le cose si complicano quando il carattere tsundere di Mikoto esce allo scoperto e quando il nipote del preside si rivela essere un'altra persona. Nella seconda un uomo armato di arco rapisce Index e vuole prelevare dalla sua mente un libro in grado di curare una ragazza che è stata maledetta. Nella terza, Accelerator decide di aiutare Last Order, il 20.001 clone di Misaka, che è riuscito a fuggire dal laboratorio dove era stata creata in seguito all'infezione da parte di un virus artificiale.   |                                         |                             |
| 6  | A Certain Magical Index 6 「とある魔術の禁書目録 6」 - To aru majutsu no Indekkusu 6 | 10 luglio 2005 ISBN 4-8402-2973-2       |                             |
| 6  | Capitoli (traduzioni letterali dei titoli) - Prologo (舞台裏の表側?) - 001: Baby Queen - Piccola regina (始業式 Baby_Queen.?) - 002: Break Time - Pausa (放課後 Break_Time.?) - 003: Battle Cry - Grido di battaglia (閉鎖化 Battle_Cry.?) - 004: Beast Body, Human Heart - Corpo mostruoso, cuore umano (終止符 Beast_Body,Human_Heart.?) - Epilogo (表舞台の裏側?) |                                         |                             |
| 6  | Trama Un nuovo semestre è appena iniziato e Tōma conosce Hyōka Kazakiri, una strana studentessa appena trasferitasi, che fa subito amicizia con Index. Nel frattempo la maga Sherry Cromwell di Necessarius si infiltra nella Città-Studio per eliminare qualcuno che sia importante o per la città o per Necessarius così da creare un incidente internazionale. I tre ragazzi finiscono così nel suo mirino. |                                         |                             |
| 7  | A Certain Magical Index 7 「とある魔術の禁書目録 7」 - To aru majutsu no Indekkusu 7 | 10 novembre 2005 ISBN 4-8402-3205-9     |                             |
| 7  | Capitoli (traduzioni letterali dei titoli) - Prologo: The page is opened - La pagina si apre (行動開始 The_Page_is_Opened.?) - 001: Science Worship - Il culto della scienza (学園都市 Science_Worship.?) - 002: The Roman Catholic Church - La chiesa cattolica romana (ローマ正教 The_Roman_Catholic_Church.?) - 003: Anglican Church - La chiesa anglicana (イギリス清教 Anglican_Church.?) - 004: AMAKUSA Style Remix of Church - Il remix stile AMAKUSA della chiesa (天草式十字凄教 AMAKUSA_Style_Remix_of_Church.?) - Epilogo: The page is shut - La pagina si chiude (行動終了 The_Page_is_Shut.?) |                                         |                             |
| 7  | Trama Il Vaticano e Necessarius inviano una forza di coalizione per salvare una suora che possiede la chiave per leggere un potente grimorio da un gruppo di cattolici giapponesi con cui per caso Tōma è venuto in contatto. |                                         |                             |
| 8  | A Certain Magical Index 8 「とある魔術の禁書目録 8」 - To aru majutsu no Indekkusu 8 | 10 gennaio 2006 ISBN 4-8402-3269-5      |                             |
| 8  | Capitoli (traduzioni letterali dei titoli) - Prologo: A TOKIWA-DAI's World - Il mondo della Tokiwadai (五本の指の一本 A_TOKIWA-DAI's_World.?) - 001: After School of Angels - Il doposcuola degli angeli (彼女達の放課後 After_School_of_Angels.?) - 002: Space and Point - Lo spazio ed il punto (向き合う乙女達 Space_and_Point.?) - 003: “Remnant” - "Resti" (残骸が秘める光 "Remnant"?) - 004: Break or Crash? - Rottura o scontro? (決着をつける者 Break_or_Crash??) - Epilogo One Place, One Scene - Una posizione, un luogo (それぞれの日々 One_Place,One_Scene.?) |                                         |                             |
| 8  | Trama Kuroko Shirai della Tokiwadai è incaricata di indagare su un caso di furto ma ben presto si rende conto che la sua amata Sorellona Mikoto ed una Teleporter molto più potente di lei ne sono coinvolte. |                                         |                             |
| 9  | A Certain Magical Index 9 「とある魔術の禁書目録 9」 - To aru majutsu no Indekkusu 9 | 10 aprile 2006 ISBN 4-8402-3385-3       |                             |
| 9  | Capitoli (traduzioni letterali dei titoli) - Prologo: Parent's View Point - Il punto di vista dei genitori (第三者から見た準備期間 Parent's_View_Point.?) - 001: Commence Hostilities - Iniziano le ostilità (炎天下の中での開始合図 Commence_Hostilities.?) - 002: Stab Sword - La spada che trafigge (魔術師と能力者の競技場 "Stab_Sword."?) - 003: Worst Counter - La peggior contromossa (追う者と逃げる者の戦略 Worst_Counter.?) - 004: Being Unsettled - Essere indecisi (戦いの結末は勝利か否か Being_Unsettled.?) |                                         |                             |
| 9  | Trama Nella Città-Studio è iniziato il festival dello sport. Per sfortuna di Tōma questo evento lo porterà ad avere a che fare non solo con i propri genitori e la madre di Mikoto ma anche con un'altra maga che si è intrufolata in città facendolo finire nell'ennesima situazione disperata. |                                         |                             |
| 10 | A Certain Magical Index 10 「とある魔術の禁書目録 10」 - To aru majutsu no Indekkusu 10 | 10 maggio 2006 ISBN 4-8402-3428-0       |                             |
| 10 | Capitoli (traduzioni letterali dei titoli) - 005: Resumption of Hostilities - Ripresa delle ostilità (第五章 緊張の糸の上の休息時間 Resumption_of_Hostilities.?) - 006: Accidental Firing - Fuoco accidentale (第六章 追撃の再開とその終わり Accidental_Firing.?) - 007: Parabolic Antenna - Antenna parabolica (第七章 倒すべき敵、守るべき者 Parabolic_Antenna.?) - 008: Light of a Night Sky - La luce del cielo notturno (第八章 右の拳を握り締める理由 Light_of_a_Night_Sky.?) - Epilogo: Those Who Hold Out a Hand - Coloro che di danno una mano (終章 終わった後に待つもの達 Those_Who_Hold_Out_a_Hand.?) |                                         |                             |
| 10 | Trama Tōma deve fermare Oriana e Lidvia prima che riescano ad impadronirsi della Città-Studio e far fallire il festival dello sport. Il tutto mentre ha a che fare con i suoi genitori, Index, Mikoto e sua madre allo stesso tempo. |                                         |                             |
| 11 | A Certain Magical Index 11 「とある魔術の禁書目録 11」 - To aru majutsu no Indekkusu 11 | 10 ottobre 2006 ISBN 4-8402-3581-3      |                             |
| 11 | Capitoli (traduzioni letterali dei titoli) - Prologo: Un viaggio in Italia (北イタリアの旅行 Un_Viaggio_in_Italia.?) - 001: Il vento di Chioggia (キオッジオの街並み II_Vento_di_Chioggia.?) - 002: Un frammento di un piano (ロンドンへの準備 Un_Frammento_di_un_Piano.?) - 003: Il mare e la sconfitta (水の都の船の上で II_Mare_e_la_Sconfitta.?) - 004: Lotte di liberazione (火船と砲火の戦い Lotte_di_Liberazione.?) - 005: La Regina del mar Adriatico (アドリア海の女王 La_Regina_del_Mar_Adriatico.?) - Epilogo: Il nuovo inizio (学園都市への帰還 L'inizio_Nuovo••••••.?) |                                         |                             |
| 11 | Trama Tōma vince un viaggio per una lontana isola italiana ma proprio mentre si trova in mezzo al mare un piano per distruggere la Città-Studio viene messo in atto. |                                         |                             |
| 12 | A Certain Magical Index 12 「とある魔術の禁書目録 12」 - To aru majutsu no Indekkusu 12 | 10 gennaio 2007 ISBN 978-4-8402-3683-6  |                             |
| 12 | Capitoli (traduzioni letterali dei titoli) - Prologo: Suffering of a Negligee - La sofferenza in vestaglia (白井黒子と枕とベッド Suffering_of_a_Negligee.?) - 001: Winter Clothes - Abiti invernali (午前中授業のひだまり Winter_Clothes.?) - 002: Pair Contract - Contratto di coppia (バツゲームはどんな味？ Pair_Contract.?) - 003: Sister and Sisters - Sorella e sorelle (ミサカとミサカの妹と Sister_and_Sisters.?) - 004: Boy meets Girl(x2) - Un ragazzo incontra una ragazza (x2) (緩やかに交差する二組 Boy_Meets_Girl(×2).?) - 005: Hard Way, Hard Luck - Strada difficile, molta sfortuna (曖昧に過ぎていく日没 Hard_Way,Hard_Luck.?)                                                                        |                                         |                             |
| 12 | Trama Tōma e Misaka escono per un appuntamento, come promesso in una scommessa che si erano precedentemente fatti, ma le situazioni comiche ed imbarazzanti iniziano quando Kuroko molto preoccupata decide di spiare la sua Sorellona e Last Order fa uno scherzo a Misaka Imōto che Tōma scambia inavvertitamente per la vera Misaka. Nel frattempo Index incontra Accelerator mentre i due erano alla ricerca dei propri rispettivi amici. |                                         |                             |
| 13 | A Certain Magical Index 13 「とある魔術の禁書目録 13」 - To aru majutsu no Indekkusu 13 | 10 aprile 2007 ISBN 978-4-8402-3801-4   |                             |
| 13 | Capitoli (traduzioni letterali dei titoli) - 006: Battle Preparation - Preparazione alla battaglia (第六章 冷たい雨に打たれた街 Battle_Preparation.?) - 007: Revival of Destruction - Rinascita della distruzione (第七章 雨粒を血の色に変える Revival_of_Destruction.?) - 008: 第八章 神の右席と虚数学区と Fuse=KAZAKIRI. ({{{2}}}?) - 009: Two Kinds of Enemies - Due tipi di nemici (第九章 立ちふさがる障害の違い Two_Kinds_of_Enemies.?) - 010: The Way of Light and Darkness - La via della luce e dell'oscurità (第十章 彼らのそれぞれの戦場 The_Way_of_Light_and_Darkness.?) - Epilogo: The Branch Road - La strada che si divide (終章 正と負の進むべき道へ The_Branch_Road.?)                                 |                                         |                             |
| 13 | Trama Una misteriosa maga penetra nella Città-Studio, dove riesce facilmente a sconfiggere le forze di sicurezza della città creando una terribile devastazione. Il consiglio di amministrazione, ormai disperato, decide di utilizzare un'arma sperimentale per fermarla. Nel frattempo Accelerator affronta il gruppo degli Hound Dog comandato dal suo ex maestro Amata Kihara. |                                         |                             |
| 14 | A Certain Magical Index 14 「とある魔術の禁書目録 14」 - To aru majutsu no Indekkusu 14 | 10 novembre 2007 ISBN 978-4-8402-4062-8 |                             |
| 14 | Capitoli - Prologo: (あまりにも暗い聖堂 Bread_and_Wine.?) - 001: (早すぎる変化の速度 In_a_Long_Distance_Country.?) - 002: (決定打となる引き金 Muzzle_of_a_Gun.?) - 003: (魔術師から遠いもの Power_Instigation.?) - 004: (空を覆う鋼鉄の群れ Cruel_Troopers.?) - Epilogo: (その解は次の謎へと Question.?) |                                         |                             |
| 14 | Trama Tōma, Itsuwa e Motoharu fanno un viaggio segreto ad Avignone dove incontrano un mago molto potente. |                                         |                             |
| 15 | A Certain Magical Index 15 「とある魔術の禁書目録 15」 - To aru majutsu no Indekkusu 15 | 10 gennaio 2008 ISBN 978-4-8402-4145-8  |                             |
| 15 | Capitoli - Prologo: (愛しい貴方へ極上の鉛弾を Management.?) - 001: (誰にも聞こえぬ確かな号砲 Compass.?) - 002: (ゆっくりと動き出した者達 Hikoboshi_II.?) - 003: (超能力を封じられた土地で Reformatory.?) - 004: (自嘲と誇りの紙一重の違い Enemy_Level5.?) - 005: (最強の黒い翼に打ち勝つ者 Dark_Matter.?) - Epilogo: Epilogue: The Victory Prize for Those Who Survived – Nano_Size_Data. (生き残った者が得る戦利品 Nano_Size_Data.?) |                                         |                             |
| 15 | Trama Il caos scoppia nella Città-Studio quando le organizzazioni criminali della città iniziano a combattere tra loro per ottenere un importante manufatto prima degli altri. Per alcuni però è anche il momento di porre fine a vecchi rancori ed ostilità. |                                         |                             |
| 16 | A Certain Magical Index 16 「とある魔術の禁書目録 16」 - To aru majutsu no Indekkusu 16 | 10 giugno 2008 ISBN 978-4-04-867086-9   |                             |
| 16 | Capitoli - Prologo: (指導者としての立ち位置 Stage_in_Roma.?) - 001: (平穏から破滅へ続く道筋 Battle_of_Collapse.?) - 002: (敗北から立ち上がる者達 Flere210.?) - 003: (桁の違う怪物同士の死闘 Saint_VS_Saint.?) - 004: (誰が誰を守り守られるか Leader_is_All_Members.?) - Epilogo: (さらなる騒乱への案内人 True_Target_is••••••?) |                                         |                             |
| 16 | Trama Ad Itsuwa è stato affidato il compito di fare da guardiana a Tōma per proteggerlo da qualsiasi attacco. I rapporti tra i due si fanno sempre più stretti per la gelosia di Index, ma soprattutto per quella di Mikoto che finalmente capisce di essere anch'essa innamorata di Tōma. Quando un membro del Seggio alla Destra di Dio giunge nella Città-Studio, i guerrieri cattolici dell'Amakusa, Kaori Kanzaki e Tōma si mobilitano per affrontare questo potentissimo avversario. |                                         |                             |
| 17 | A Certain Magical Index 17 「とある魔術の禁書目録 17」 - To aru majutsu no Indekkusu 17 | 10 marzo 2009 ISBN 978-4-04-867591-8    |                             |
| 17 | Capitoli - 001: (何気ないやり取りの違和 Irregular_Spark.?) - 002: (雲の上に浮かぶ鋼の戦場 Sky_Bus_365.?) - 003: (イギリス迷路の魔術結社 N∴L∴?) - 004: (その剣は戦と災厄を招く Sword_of_Mercy.?) - Epilogo: (それぞれの思惑と胸の内 War_in_Britain.?) |                                         |                             |
| 17 | Trama Index è stata convocata dalla famiglia reale britannica per investigare su una misteriosa esplosione avvenuta nell'Eurotunnel. All'inizio la colpa dell'accaduto sembra essere di un gruppo di maghe chiamato Nuova Luce ma Index, Kaori e Itsuwa si troveranno ben presto in mezzo ad uno scontro di potere tra Necessarius, la famiglia reale ed i cavalieri d'Inghilterra. |                                         |                             |
| 18 | A Certain Magical Index 18 「とある魔術の禁書目録 18」 - To aru majutsu no Indekkusu 18 | 10 luglio 2009 ISBN 978-4-04-867897-1   |                             |
| 18 | Capitoli - 005: (傭兵と騎士の邂逅と激突 Another_Hero.?) - 006: (騎士と王女の防衛線破壊 Safety_in_Subway.?) - 007: (王女と女王の素敵な悪党 Curtana_Original.?) - 008: (女王と国家の国民総選挙 Union_Jack.?) - Epilogo: (国家と黒幕の更なる強敵 Next_Step.?) |                                         |                             |
| 18 | Trama Mentre continua la guerra civile tra le forze della principessa Carissa, i cavalieri d'Inghilterra e la principessa Villian e Necessarius; Tōma si reca ad affrontare il leader dei ribelli trovando l'aiuto di un inaspettato alleato. |                                         |                             |
| 19 | A Certain Magical Index 19 「とある魔術の禁書目録 19」 - To aru majutsu no Indekkusu 19 | 10 novembre 2009 ISBN 978-4-04-868137-7 |                             |
| 19 | Capitoli - Prologo: (悪党の退屈なやりとり Key_Shop.?) - 001: (善意ぐらい信じている Dark_Hero.?) - 002: (単純かつ複雑な問題点 V.S._Calamity.?) - 003: (破滅はさらに道を開く Battle_to_Die.?) - 004: (地獄へ誘う二つの怪物 Dragon(≠Angel).?) - Epilogo: (悲劇では終わらせない Brave_in_Hand.?) |                                         |                             |
| 19 | Trama Il Team GROUP si trova nel mezzo di una cospirazione che coinvolge Aleister Crowley, così una caccia spietata viene messa in atto nella Città-Studio per mantenere la verità nascosta. |                                         |                             |
| 20 | A Certain Magical Index 20 「とある魔術の禁書目録 20」 - To aru majutsu no Indekkusu 20 | 10 marzo 2010 ISBN 978-4-04-868393-7    |                             |
| 20 | Capitoli (traduzioni letterali dei titoli) - (宣戦布告?) - Prologo: Shooting Game - Tiro al bersaglio (火薬が鼻につく天空 Shooting_Game.?) - 001: World War III - Terza guerra mondiale (善と悪、各々の入国 World_War_III.?) - 002: Angel Stalker - Colui che spia l'angelo (侵攻と逆襲の幕開け Angel_Stalker.?) - 003: Great Complex - Grande complesso (疑念の壁と対峙せよ Great_Complex.?) - 004: Heroes Congregate - L'adunata degli eroi (ここからが反撃の時 Heroes_Congregate.?) - Epilogo - (戦況報告?) |                                         |                             |
| 20 | Trama La Russia dichiara guerra alla Città-Studio, che a sua volta si prepara ad invadere la Russia con le nazioni alleate. Mentre il mondo è sull'orlo della terza guerra mondiale il gruppo di Tōma si reca a Mosca per salvare Index e fermare Fiamma della Destra, che ora è alla ricerca di Sasha Kreutzev, indispensabile per raggiungere lo scopo che si era prefisso. Allo stesso tempo Accelerator e Last Order riescono a fuggire dalla Città-Studio con lo scopo di recarsi in Russia alla ricerca di Index che potrebbe conoscere il modo di curare Last Order, mentre Hamazura insieme a Takitsubo si reca nello stesso luogo con l'obiettivo di trovare qualcosa per poter negoziare con la Città-Studio. |                                         |                             |
| 21 | A Certain Magical Index 21 「とある魔術の禁書目録 21」 - To aru majutsu no Indekkusu 21 | 10 agosto 2010 ISBN 978-4-04-868762-1   |                             |
| 21 | Capitoli (traduzioni letterali dei titoli) - Prologo: Battle Report - Rapporto di guerra (戦況報告?) - 005: Enter Project - Unirsi al progetto (戦場という複雑な盤 Enter_Project.?) - 006: Up the Castle - Lassù il castello (展開される本物の闇 Up_the_Castle.?) - 007: MISHA the Angel "GABRIEL" - MISHA l'angelo GABRIEL (天空に皆殺しの天使 MISHA_the_Angel_"GABRIEL".?) - 008: Combination - Combinazione (彼らの多角的な反撃 Combination.?) - Epilogo: Battle Report - Rapporto di guerra (戦況報告?) |                                         |                             |
| 21 | Trama Fiamma della Destra utilizzando i poteri dell'Arcangelo Gabriele evoca la stella di Betlemme. Per evitare che Gabriele distrugga così l'intera Russia, Accelerator, Acqua del Retro e Hyōka uniscono le forze per fermare l'Arcangelo. Nello stesso momento Mikoto, Misaka 10707 e Shiage stanno cercando di fermare un attacco nucleare da parte della stessa Russia. |                                         |                             |
| 22 | A Certain Magical Index 22 「とある魔術の禁書目録 22」 - To aru majutsu no Indekkusu 22 | 10 ottobre 2010 ISBN 978-4-04-868972-4  |                             |
| 22 | Capitoli (traduzioni letterali dei titoli) - Prologo: Battle Report - Rapporto di guerra (戦況報告?) - 009: Broken Right Hand - La mano destra rotta (巨大な歪みを正す時 Broken_Right_Hand.?) - 010: Rebirth the... - La rinascita della... (最終術式下準備完了 Rebirth_the...?) - 011: Star of Bethlehem - La stella di Betlemme (黄金に輝く天空にて Star_of_Bethlehem.?) - 012: Last Fight - L'ultimo combattimento (北極海の最後の決着 Last_Fight.?) - Epilogo: Silent to Small fire - Silenzio dal piccolo fuoco (静寂と少年の終わり Silent_to_Small_Fire.?) - Proclamation of the War's End - Proclamazione di fine guerra (終戦宣言?)                                                                             |                                         |                             |
| 22 | Trama Con la terza guerra mondiale che volge al termine ora Shiage deve affrontare la vendetta di Shizuri. Accelerator riesce a scoprire un modo per curare Last Order ma per farlo deve pagare un prezzo molto alto. Tōma, da solo, si scontra con Fiamma della Destra nella fortezza chiamata Stella di Betlemme per liberare Index dal suo controllo e porre termine al suo progetto di distruzione del mondo. |                                         |                             |

### Shinyaku: To aru majutsu no Index(2011-2019)
Per i capitoli sono stati inseriti il titolo originale inglese presente in ogni light novel a fianco di quello in caratteri giapponesi e la sua traduzione in italiano.
| Nº  | Titolo italiano (traduzione letterale) Giapponese 「Kanji」 - Rōmaji | Data di prima pubblicazione              | Data di prima pubblicazione |
| Nº  | Titolo italiano (traduzione letterale) Giapponese 「Kanji」 - Rōmaji | Giapponese                               |                             |
| 1   | Shinyaku: To aru majutsu no Index 「新約 とある魔術の禁書目録」 - Shinyaku: To aru majutsu no Indekkusu | 10 marzo 2011 ISBN 978-4-04-870319-2     |                             |
| 1   | Capitoli (traduzioni letterali dei titoli) - Prologo: Le persone che sono diventate i protagonisti da un qualche tipo di errore — Guerra? (何かの手違いで主役になった人達 War??) - 001. ("彼"のいない平和的な学園都市 City.?) - 002. (これから先の事、選択するべき事 Dream.?) - 003. (わずかな余白と次へと繋がる予兆 Girl.?) - 004. (善人になる権利と突っぱねる権利 Black.?) - 005. (たとえヒーローにはなれなくても Knight(s).?) - Epilogo: (ささやかなる祝宴と招かれる暗雲 Witch.?) |                                          |                             |
| 1   | Trama La Terza Guerra Mondiale è finita e la Stella di Betlemme distrutta, ma tutto ciò ha comportato il sacrificio della vita di Tōma. Con il ritorno della pace e l'equilibrio delle forze tra le varie fazioni cambiate, Accelerator e Shiage ritornano alla Città-Studio. Con la sparizione di Tōma, i suoi amici devono ora vivere in un mondo senza di lui e affrontare nuovi nemici.                                                                                          |                                          |                             |
| 2   | Shinyaku: To aru majutsu no Index 2 「新約 とある魔術の禁書目録 2」 - Shinyaku: To aru majutsu no Indekkusu 2 | 10 agosto 2011 ISBN 978-4-04-870738-1    |                             |
| 2   | Capitoli (traduzioni letterali dei titoli) - Prologo: (使途不明、それでも脅威 Radiosonde Castle.?) - 001. (新たな領域、のちに魔術 Lecture One.?) - 002. (変わらぬ日々、時折異質 Lecture Two.?) - 003. (受け入れる者、だが不穏 Lecture Three.?) - 004. (招待状、そしてその名は Lecture Four (and More).?) - Epilogo: (休息、しかし暗部で交錯 Birdway's Speech.?) |                                          |                             |
| 3   | Shinyaku: To aru majutsu no Index 3 「新約 とある魔術の禁書目録 3」 - Shinyaku: To aru majutsu no Indekkusu 3 | 10 dicembre 2011 ISBN 978-4-04-886240-0  |                             |
| 3   | Capitoli (traduzioni letterali dei titoli) - Prologo: (五〇番目の州で Crisis_of_Blue_Ocean.?) - 001. (先制攻撃はどっちがやる First_Contact.?) - 002. (起爆剤 Natural_Bomb.?) - 003. (灼熱の溶岩の狙い Case_to_War.?) - 004. (孤立とルールの崩壊 Trident.?) - 005. (その強さは何のためにあるべきか The_Old_Glory.?) - Epilogo: (頼りになるバードウェイ Queen_Period.?) |                                          |                             |
| 4   | Shinyaku: To aru majutsu no Index 4 「新約 とある魔術の禁書目録 4」 - Shinyaku: To aru majutsu no Indekkusu 4 | 10 marzo 2012 ISBN 978-4-04-886373-5     |                             |
| 5   | Shinyaku: To aru majutsu no Index 5 「新約 とある魔術の禁書目録 5」 - Shinyaku: To aru majutsu no Indekkusu 5 | 10 ottobre 2012 ISBN 978-4-04-886978-2   |                             |
| 6   | Shinyaku: To aru majutsu no Index 6 「新約 とある魔術の禁書目録 6」 - Shinyaku: To aru majutsu no Indekkusu 6 | 10 gennaio 2013 ISBN 978-4-04-891253-2   |                             |
| 7   | Shinyaku: To aru majutsu no Index 7 「新約 とある魔術の禁書目録 7」 - Shinyaku: To aru majutsu no Indekkusu 7 | 10 maggio 2013 ISBN 978-4-04-891604-2    |                             |
| 8   | Shinyaku: To aru majutsu no Index 8 「新約 とある魔術の禁書目録 8」 - Shinyaku: To aru majutsu no Indekkusu 8 | 10 settembre 2013 ISBN 978-4-04-891904-3 |                             |
| 9   | Shinyaku: To aru majutsu no Index 9 「新約 とある魔術の禁書目録 9」 - Shinyaku: To aru majutsu no Indekkusu 9 | 10 gennaio 2014 ISBN 978-4-04-866222-2   |                             |
| 10  | Shinyaku: To aru majutsu no Index 10 「新約 とある魔術の禁書目録 10」 - Shinyaku: To aru majutsu no Indekkusu 10 | 10 gennaio 2014 ISBN 978-4-04-866532-2   |                             |
| 11  | Shinyaku: To aru majutsu no Index 11 「新約 とある魔術の禁書目録 11」 - Shinyaku: To aru majutsu no Indekkusu 11 | 10 ottobre 2014 ISBN 978-4-04-866938-2   |                             |
| 12  | Shinyaku: To aru majutsu no Index 12 「新約 とある魔術の禁書目録 12」 - Shinyaku: To aru majutsu no Indekkusu 12 | 10 marzo 2015 ISBN 978-4-04-869333-2     |                             |
| 13  | Shinyaku: To aru majutsu no Index 13 「新約 とある魔術の禁書目録 13」 - Shinyaku: To aru majutsu no Indekkusu 13 | 10 luglio 2015 ISBN 978-4-04-865244-5    |                             |
| 14  | Shinyaku: To aru majutsu no Index 14 「新約 とある魔術の禁書目録 14」 - Shinyaku: To aru majutsu no Indekkusu 14 | 10 novembre 2015 ISBN 978-4-04-865507-1  |                             |
| 15  | Shinyaku: To aru majutsu no Index 15 「新約 とある魔術の禁書目録 15」 - Shinyaku: To aru majutsu no Indekkusu 15 | 9 aprile 2016 ISBN 978-4-04-865244-5     |                             |
| 16  | Shinyaku: To aru majutsu no Index 16 「新約 とある魔術の禁書目録 16」 - Shinyaku: To aru majutsu no Indekkusu 16 | 10 agosto 2016 ISBN 978-4-04-892251-7    |                             |
| 17  | Shinyaku: To aru majutsu no Index 17 「新約 とある魔術の禁書目録 17」 - Shinyaku: To aru majutsu no Indekkusu 17 | 10 novembre 2016 ISBN 978-4-04-892486-3  |                             |
| 18  | Shinyaku: To aru majutsu no Index 18 「新約 とある魔術の禁書目録 18」 - Shinyaku: To aru majutsu no Indekkusu 18 | 10 maggio 2017 ISBN 978-4-04-892893-9    |                             |
| 19  | Shinyaku: To aru majutsu no Index 19 「新約 とある魔術の禁書目録 19」 - Shinyaku: To aru majutsu no Indekkusu 19 | 7 ottobre 2017 ISBN 978-4-04-893405-3    |                             |
| 20  | Shinyaku: To aru majutsu no Index 20 「新約 とある魔術の禁書目録 20」 - Shinyaku: To aru majutsu no Indekkusu 20 | 9 giugno 2018 ISBN 978-4-04-893871-6     |                             |
| 21  | Shinyaku: To aru majutsu no Index 21 「新約 とある魔術の禁書目録 21」 - Shinyaku: To aru majutsu no Indekkusu 21 | 10 ottobre 2018 ISBN 978-4-04-912025-7   |                             |
| 22  | Shinyaku: To aru majutsu no Index 22 「新約 とある魔術の禁書目録 22」 - Shinyaku: To aru majutsu no Indekkusu 22 | 9 marzo 2019 ISBN 978-4-04-912385-2      |                             |
| 22R | Shinyaku: To aru majutsu no Index 22R 「新約 とある魔術の禁書目録 22R」 - Shinyaku: To aru majutsu no Indekkusu 22R | 10 luglio 2019 ISBN 978-4-04-912667-9    |                             |

### Sōyaku: To aru majutsu no index(2020-in corso)
| Nº | Titolo italiano (traduzione letterale) Giapponese 「Kanji」 - Rōmaji                                        | Data di prima pubblicazione              | Data di prima pubblicazione |
| Nº | Titolo italiano (traduzione letterale) Giapponese 「Kanji」 - Rōmaji                                        | Giapponese                               |                             |
| 1  | Sōyaku: To aru majutsu no Index 「創約 とある魔術の禁書目録」 - Sōyaku: To aru majutsu no Indekkusu         | 7 febbraio 2020 ISBN 978-4-04-912809-3   |                             |
| 2  | Sōyaku: To aru majutsu no Index 2 「創約 とある魔術の禁書目録 2」 - Sōyaku: To aru majutsu no Indekkusu 2   | 10 luglio 2020 ISBN 978-4-04-913321-9    |                             |
| 3  | Sōyaku: To aru majutsu no Index 3 「創約 とある魔術の禁書目録 3」 - Sōyaku: To aru majutsu no Indekkusu 3   | 10 novembre 2020 ISBN 978-4-04-913500-8  |                             |
| 4  | Sōyaku: To aru majutsu no Index 4 「創約 とある魔術の禁書目録 4」 - Sōyaku: To aru majutsu no Indekkusu 4   | 8 maggio 2021 ISBN 978-4-04-913730-9     |                             |
| 5  | Sōyaku: To aru majutsu no Index 5 「創約 とある魔術の禁書目録 5」 - Sōyaku: Toa ru majutsu no Indekkusu 5   | 10 dicembre 2021 ISBN 978-4-04-914135-1  |                             |
| 6  | Sōyaku: To aru majutsu no Index 6 「創約 とある魔術の禁書目録 6」 - Sōyaku: To aru majutsu no Indekkusu 6   | 8 aprile 2022 ISBN 978-4-04-914350-8     |                             |
| 7  | Sōyaku: To aru majutsu no Index 7 「創約 とある魔術の禁書目録 7」 - Sōyaku: To aru majutsu no Indekkusu 7   | 9 settembre 2022 ISBN 978-4-04-914585-4  |                             |
| 8  | Sōyaku: To aru majutsu no Index 8 「創約 とある魔術の禁書目録 8」 - Sōyaku: To aru majutsu no Indekkusu 8   | 10 maggio 2023 ISBN 978-4-04-915010-0    |                             |
| 9  | Sōyaku: To aru majutsu no Index 9 「創約 とある魔術の禁書目録 9」 - Sōyaku To aru majutsu no Indekkusu 9    | 8 dicembre 2023 ISBN 978-4-04-915384-2   |                             |
| 10 | Sōyaku: To aru majutsu no Index 10 「創約 とある魔術の禁書目録 10」 - Sōyaku To aru majutsu no Indekkusu 10 | 10 aprile 2024 ISBN 978-4-04-915601-0    |                             |
| 11 | Sōyaku: To aru majutsu no Index 11 「創約 とある魔術の禁書目録 11」 - Sōyaku To aru majutsu no Indekkusu 11 | 10 settembre 2024 ISBN 978-4-04-915853-3 |                             |
| 12 | Sōyaku: To aru majutsu no Index 12 「創約 とある魔術の禁書目録 12」 - Sōyaku To aru majutsu no Indekkusu 12 | 10 aprile 2025 ISBN 978-4-04-916226-4    |                             |

## Storie brevi

### A Certain Magical Index SS(2007-2008)
| Nº   | Titolo italiano (traduzione letterale) Giapponese 「Kanji」 - Rōmaji | Data di prima pubblicazione             | Data di prima pubblicazione |
| Nº   | Titolo italiano (traduzione letterale) Giapponese 「Kanji」 - Rōmaji | Giapponese                              |                             |
| SS   | A Certain Magical Index SS 「とある魔術の禁書目録 SS」 - To aru majutsu no Indekkusu SS | 10 luglio 2007 ISBN 978-4-8402-3912-7   |                             |
| SS   | Trama Una serie di brevi racconti che hanno luogo prima degli eventi narrati nel quattordicesimo volume. Tra di questi ce n'è uno che spiega come si è formato il Team GROUP.                                                                                          |                                         |                             |
| SS 2 | A Certain Magical Index SS 2 「とある魔術の禁書目録 SS 2」 - To aru majutsu no Indekkusu SS 2 | 10 novembre 2008 ISBN 978-4-04-867342-6 |                             |
| SS 2 | Trama Seconda serie di brevi racconti. In uno è narrato l'incontro tra i padri di Tōma e Mikoto, due riguardano due diversi Livelli 5 della Città-Studio e gli altri sono racconti allegri in cui i protagonisti sono gli altri personaggi di A Certain Magical Index. |                                         |                             |

### To aru majutsu no Index SP(2011)
| Nº | Titolo italiano (traduzione letterale) Giapponese 「Kanji」 - Rōmaji                    | Data di prima pubblicazione           | Data di prima pubblicazione |
| Nº | Titolo italiano (traduzione letterale) Giapponese 「Kanji」 - Rōmaji                    | Giapponese                            |                             |
| 1  | To aru majutsu no Index SP 「とある魔術の禁書目録 SP」 - To aru majutsu no Indekkusu SP | 10 agosto 2011 ISBN 978-4-04-870775-6 |                             |

### To aru majutsu no Index: Gaiten shoku(2020)
| Nº | Titolo italiano (traduzione letterale) Giapponese 「Kanji」 - Rōmaji                                                      | Data di prima pubblicazione           | Data di prima pubblicazione |
| Nº | Titolo italiano (traduzione letterale) Giapponese 「Kanji」 - Rōmaji                                                      | Giapponese                            |                             |
| 1  | To aru majutsu no Index: Gaiten shoku 1 「とある魔術の禁書目録 外典書庫 1」 - To aru majutsu no Indekkusu: Gaiten shoku 1 | 10 giugno 2020 ISBN 978-4-04-913201-4 |                             |
| 2  | To aru majutsu no Index: Gaiten shoku 2 「とある魔術の禁書目録 外典書庫 2」 - To aru majutsu no Indekkusu: Gaiten shoku 2 | 7 agosto 2020 ISBN 978-4-04-913202-1  |                             |

### To aru majutsu no kinsho mokuroku gaiden Ace Misaka Mikoto tai Queen Shokuho Misaki!!(2024)
| Nº | Titolo italiano (traduzione letterale) Giapponese 「Kanji」 - Rōmaji | Data di prima pubblicazione          | Data di prima pubblicazione |
| Nº | Titolo italiano (traduzione letterale) Giapponese 「Kanji」 - Rōmaji | Giapponese                           |                             |
| 1  | To aru majutsu no kinsho mokuroku gaiden Ace Misaka Mikoto tai Queen Shokuho Misaki!! 「とある魔術の禁書目録外伝 エース御坂美琴 対 クイーン食蜂操祈!!」 - To aru majutsu no kinsho mokuroku gaiden Ēsu Misaka Mikoto tai Kuīn Shokuhō Misaki!! | 7 giugno 2024 ISBN 978-4-04-915555-6 |                             |

## Spin-off

### To aru Anbu no Item(2023-in corso)
| Nº | Titolo italiano (traduzione letterale) Giapponese 「Kanji」 - Rōmaji       | Data di prima pubblicazione              | Data di prima pubblicazione |
| Nº | Titolo italiano (traduzione letterale) Giapponese 「Kanji」 - Rōmaji       | Giapponese                               |                             |
| 1  | To aru Anbu no Item 1 「とある暗部の少女共棲 1」 - To aru Anbu no Aitemu 1 | 10 marzo 2023 ISBN 978-4-04-914939-5     |                             |
| 2  | To aru Anbu no Item 2 「とある暗部の少女共棲 2」 - To aru Anbu no Aitemu 2 | 10 agosto 2023 ISBN 978-4-04-915081-0    |                             |
| 3  | To aru Anbu no Item 3 「とある暗部の少女共棲 3」 - To aru Anbu no Aitemu 3 | 7 giugno 2024 ISBN 978-4-04-915699-7     |                             |
| 4  | To aru Anbu no Item 4 「とある暗部の少女共棲 4」 - To aru Anbu no Aitemu 4 | 7 marzo 2025 ISBN 978-4-04-916233-2      |                             |
| 5  | To aru Anbu no Item 5 「とある暗部の少女共棲 5」 - To aru Anbu no Aitemu 5 | 10 settembre 2025 ISBN 978-4-04-916593-7 |                             |

## Crossover

### To aru majutsu no Heavy Zashiki-warashi ga kantan na satsujinki no konkatsu jijō(2015)
| Nº | Titolo italiano (traduzione letterale) Giapponese 「Kanji」 - Rōmaji | Data di prima pubblicazione             | Data di prima pubblicazione |
| Nº | Titolo italiano (traduzione letterale) Giapponese 「Kanji」 - Rōmaji | Giapponese                              |                             |
| 1  | To aru majutsu no Heavy Zashiki-warashi ga kantan na satsujinki no konkatsu jijō 「とある魔術のヘヴィーな座敷童が簡単な殺人妃の婚活事情」 - To aru majutsu no Hevīna Zashiki-warashi ga kantan na satsujinki no konkatsu jijō | 10 febbraio 2015 ISBN 978-4-04-869250-2 |                             |

### To aru majutsu no Index × den'nō senki Bācharon: To aru majutsu no Bācharon(2016)
| Nº | Titolo italiano (traduzione letterale) Giapponese 「Kanji」 - Rōmaji | Data di prima pubblicazione           | Data di prima pubblicazione |
| Nº | Titolo italiano (traduzione letterale) Giapponese 「Kanji」 - Rōmaji | Giapponese                            |                             |
| 1  | To aru majutsu no Index × den'nō senki Bācharon: To aru majutsu no Bācharon 「とある魔術の禁書目録×電脳戦機バーチャロン とある魔術の電脳戦機」 - To aru majutsu no Indekkusu × den'nō senki Bācharon: To aru majutsu no Bācharon | 10 maggio 2016 ISBN 978-4-04-865945-1 |                             |